# نيكوس بابانيكولوبولوس
نيكوس بابانيكولوبولوس (باليونانية: Νίκος Παπανικολόπουλος)‏ مواليد 21 أبريل 1979 في كالاماتا، هو لاعب كرة سلة يوناني سابق. بدأ مسيرته الاحترافية في سنة 1997. لعب في الدوري اليوناني لكرة السلة. يبلغ طوله 6 قدم 4 بوصة (1.9 م). اعتزل اللعب في 2014.

## المسيرة الاحترافية
لعب مع نادي إيه إي كي لكرة السلة من سنة 1998 إلى 2000، ثم لعب مع نادي أريس لكرة السلة في موسم 2000–2001، ثم لعب مع نادي أولمبياكوس لكرة السلة في موسم 2004–2005، ثم لعب مع تيرامو باسكت في الدوري الإيطالي في سنة 2007.

## روابط خارجية
- نيكوس بابانيكولوبولوس على موقع الاتحاد الدولي لكرة السلة (الإنجليزية)
- نيكوس بابانيكولوبولوس على موقع الدوري الأوروبي لكرة السلة (الإنجليزية)
- نيكوس بابانيكولوبولوس على موقع كرة السلة الأوروبية.كوم (الإنجليزية)
- نيكوس بابانيكولوبولوس على موقع DraftExpress.com (الإنجليزية)
- نيكوس بابانيكولوبولوس على موقع ريلجم (الإنجليزية)
- نيكوس بابانيكولوبولوس على موقع بروبوليرز (الإنجليزية)
- نيكوس بابانيكولوبولوس على موقع سبورتس رفرنس (الإنجليزية)